# Geheimraad
Een Geheimraad is een (niet-academische) titel voor speciale adviseurs van een soeverein vorst. De titel kwam in de 17e eeuw voor het eerst in zwang. De vorst verleende deze titel aan persoonlijke raadgevers, maar later ook aan hoogleraren en ondernemers. Tegenwoordig wordt een dergelijke titel, privy councillor of privy counsellor, alleen nog in het Verenigd Koninkrijk gehanteerd.

## Duitsland
De titel Geheimrat (eig.: Geheimer Rat) werd reeds verleend ten tijde van het Heilige Roomse Rijk. Niet alleen verleende de keizer deze titel, maar ook de talrijke vorsten die het rijk telde. Deze praktijk werd voortgezet tijdens het Tweede Duitse Rijk. Met de instelling van de republiek in 1918 werd de titel niet meer verleend. Een Geheimrat werd aangesproken als excellentie.
Een Wirklicher Geheimer Rat ("Werkelijke Geheime Raad") stond in hogere rangorde dan een Geheimer Rat.

## Oostenrijk
De titel Geheimrat werd ook in het keizerrijk Oostenrijk verleend. Ook hier werd de drager van de titel aangesproken als excellentie. In 1919 werd het voeren van de titel strafbaar gesteld. De reeds bestaande titel (Geheimer) Hofrat wordt sindsdien verleend aan academici, beambten etc. en heeft de titel Geheimrat in feite vervangen.
In zowel Duitsland als Oostenrijk kon een vorst een beroep doen op een Geheimer Rat om hem van dienst te zijn en te adviseren. Dit was alleen theoretisch, in de praktijk was het gewoon een eretitel die werd verleend en slechts klein aantal werd dan ook daadwerkelijk door de vorst gevraagd om advies. Het is overigens een misvatting dat alleen mensen van adel geheimraad konden worden. Met name zij die in het wetenschappelijk veld werkzaam waren, waren vaak niet van adel. Dit gold ook voor ondernemers en zakenlieden.
In de Duitstalige landen waren er diverse varianten op de titel Geheimer Rat:
- Baurat (Bau-R.) / Geheimer Baurat
- Hofbaurat / Geheimer Hofbaurat
- Justizrat / Geheimer Justizrat
- Kommerzienrat (Kom.-R.) (in Oostenrijk: Kommerzialrat) / Geheimer Kommerzienrat (Geh. Kom.-R.)
- Medizinalrat / Geheimer Medizinalrat
- Ökonomierat / Geheimer Ökonomierat
- Regierungsrat (Reg.-R.) / Geheimer Regierungsrat (Geh. Reg.-R.)
- Regierungs- und Baurat / Geheimer Regierungs- und Baurat
- Geheimer Archivrat
- Generalsuperintendent (Gen.-Sup.)
- Hofrat
- Legationsrat (Leg.-R.)
- Kommissionsrat
- Obertribunalrat (Ob.Trib.R.)
- Rat
- Staatsrat (Staats-R.)
- Geheimrat (Geheim-R.)
- Wirklicher Geheimrat (Wirkl. Geh.-R.)

De titel van geheimraad volgde voor de naam van een persoon en voor diens (eventuele) academische en/of adellijke titels. Bijvoorbeeld: Wirkl. Geh.-R. Prof. Dr. Eduard von Simson of Geheimer Baurat Dr.-Ing. Dr. phil. h.c. Dr. tech. h.c. Emil Rathenau (oprichter van AEG).

## Rusland
Tsaristisch Rusland kende ook de titel geheimraad. Het was de hoogste titel binnen de Rangentabel.

## Verenigd Koninkrijk
His Majesty's Most Honourable Privy Council, kortweg Privy Council (privy van privacy) is de geheimraad van de Britse koning(in).  De Privy Council bestaat uit twee comités:
- een comité bestaande uit alle huidige en vroegere ministers, aangevuld met vooraanstaande politici (zoals de leiders van de grootste partijen in het parlement) zijn Privy Councillors (of Privy Counsellors)
- een juridisch comité, het Judicial Committee of the Privy Council, dat bestaat uit de belangrijkste Britse rechters. Daarnaast hebben ook rechters (Law Lords) uit het Commonwealth of Nations (Gemenebest van Naties) zitting in het Judicial Committee. Het Judicial Council fungeert namelijk ook als hoogste rechtsinstantie van het Commonwealth.

Nieuwe leden moeten een eed zweren alvorens te worden toegelaten tot de Privy Council. Leden voeren de titel The Right Honourable en personen die deze titel reeds voeren (bijvoorbeeld adel) plaatsen de afkorting "PC" achter hun naam. Bijvoorbeeld The Rt. Hon. Dr. Gordon Brown  of The Most Revd. Dr. Rowan Williams DPhil DCL DD MA (Cantab) FBA (voormalig Aartsbisschop van Canterbury).